# 惠泉女学园园艺短期大学
惠泉女学园园艺短期大学（日语：／ Keisen Jogakuin Engei Tanki Daigaku *），简称惠短，是过去一所位于日本神奈川县伊势原市的私立短期大学。前惠泉女学园短期大学（日语：／ Keisen Jogakuin Tanki Daigaku *）。

## 概要

### 简介
- 学校最早可以追溯到1929年[1][2]。短期大学为于1950年开办[2]、由学校法人惠泉女学园经营、教育的基础是新教。招生到2003年[3]、停办于2005年。

### 历史
- 1950年 惠泉女学园短期大学成立于东京都世田谷区并同时设置两个学科、以下列举[2]。
  - 英文科（改名为英文学科于1970年、以后招生到于1997年、停办于1999年）[3]
  - 园艺科（改名为园艺生活科于1962年、再次改名为园艺生活学科于1973年）[3]
- 1976年 园艺学专攻成立于专科[4]。
- 2001年 改校名为惠泉女学园园艺短期大学[3]。
- 2003年 招生最后、次年停止招生（正式停办于2005年12月1日[3]）。

## 学校环境
- 伊势原校区[注 1]：在了神奈川县伊势原市：有园艺生活学科、专科园艺学专攻。
- 多摩校区[注 2]：在了东京都多摩市：有英文学科[注 3]

## 组织

### 学科
- 园艺生活学科

### 前学科
| - 英文学科 |

### 专科
| - 园艺学专攻 |

### 业余课程
| - 没有 |

## 知名校友
- 生稻晃子:女演员
- 国分佐智子:女演员、时装模特儿

## 相关链接
- 日本短期大学列表